# ポーラ・プレンティス

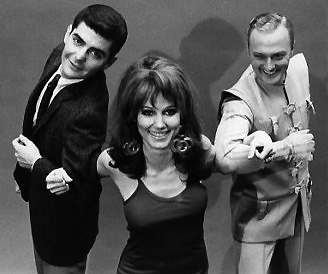

ポーラ・プレンティス(Paula Prentiss,1939年3月4日 - )は、アメリカ合衆国テキサス州サン・アントニオ出身の映画女優。

## 経歴
イタリア移民二世として、1939年にテキサス州のサン・アントニオにて生まれる。
子供の頃から背が高かった。1958年にノースウェスタン大学のミス・コンテストで優勝するまでは弁護士を志望していた。コンテストでの優勝をきっかけにMGMと契約し、『ボーイハント』(1960)、『男性の好きなスポーツ』(1964)などで独特のキャラクターを確立した事で有名。
1961年のデビュー間もない頃、俳優のリチャード・ベンジャミン(Richard Benjamin)と結婚して、二児をもうけている。
身長176cmと長身のポーラは、同じく長身のジム・ハットン(Jim Hutton)とコンビを組んで、1961年に製作された多くのラブ・コメディ映画に出演したために「電信柱コンビ」と呼ばれて人気を博した。
1967年に夫のリチャードと共演したCBSのテレビ番組『He and She』は、今では非常に洗練されたコメディとして評価されている。

## 芸風
異に初期の作品においては、インテリ風でありながら、かなり頭のネジがゆるんだような女性を演じ、独特の早口で共演の男優を引っ張り回すような自由闊達なキャラクターは70年代以前には珍しく強烈な個性を放っていた。
コメディ系の映画に多数出演しており、『男性の好きなスポーツ』などのヒット作を除いて、その多くが当時はそこまで評価が高くなかったが、現在では評価の上がった作品もある。

## 参照
1. ↑  “The Word Online:2000-2001”.   University of the Incarnate Word. 2010年12月19日閲覧。
2. ↑  “In Memoriam: Summer 2001”.   University of the Incarnate Word. 2010年12月19日閲覧。
3. 1 2  “Paula Prentiss Biography”.   Cratonkiwi. 2010年12月19日閲覧。[リンク切れ]
4. ↑  “Paula Prentiss”.   Filmbug. 2010年12月19日閲覧。
5. ↑  “Paula Prentiss”.   MovieActors.com. 2010年12月19日閲覧。